# مصطفی شیخ‌اوغلو

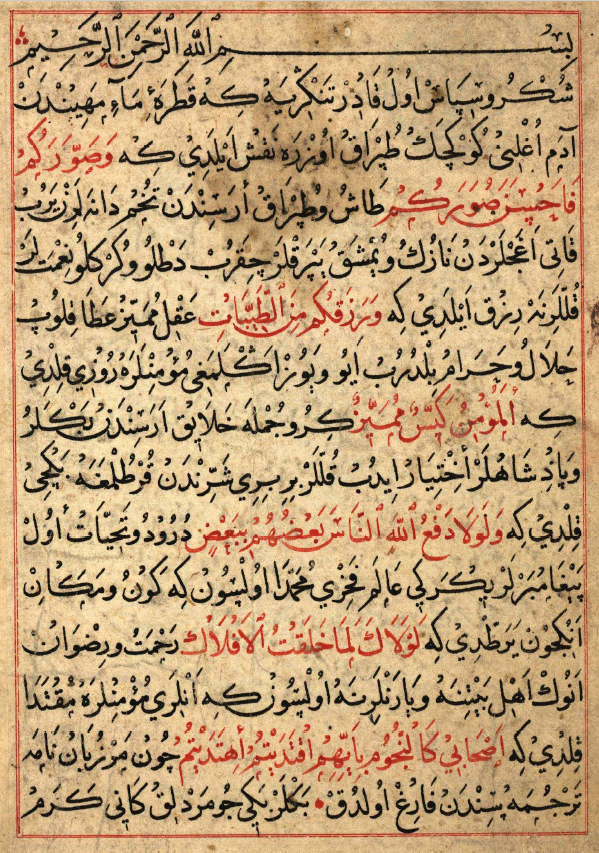
ترجمه قابوس‌نامه اثر مصطفی شیخ اوغلو

صدرالدین مصطفی شیخ‌اوغلو (به ترکی استانبولی: Sadrüddin Mustafa Şeyhoğlu) (۱۳۴۰-۱۳۴۱ - ۱۴۱۰~) شاعر و مترجم ترک بود که نقش مهمی در شعر دیوانی عثمانی به‌ویژه در سبک مثنوی داشت. در برخی از منابع نام وی را مصطفی شیخ‌اوغلو یا صدرالدین شیخ‌اوغلو نوشته‌اند. سال تولد وی را در حدود ۱۳۴۱ میلادی ثبت کرده‌اند اما مکان تولد وی مشخص نیست. در مورد زمان و مکان فوت وی نیز اطلاعات دقیقی در دست نیست. عبدالواسع چلبی در کتاب خلیل‌نامه‌اش که در سال ۱۴۱۴ میلادی نوشته‌است، در مورد مرگ مصطفی شیخ‌اوغلو نوشته‌است. بنابراین بایستی زمان مرگ وی در همان حدود باشد.

## آثار
در میان نوشته‌های وی خورشیدنامه که همچنین با نام‌های «خورشید و فرخشاد» و «شهرستان عشاق» نیز شناخته می‌شود، بیشتر مشهور است.
در آثار شیخ‌اوغلو عشق انسانی جایگاه بالایی دارد و جایگزین ادبیات تصوف، که عشق الهی می‌پرداختند، شده‌است.
از آثار دیگر او می‌توان به ترجمه‌های مرزبان‌نامه، قابوس‌نامه و کنز الکبری اشاره کرد.